# Jean-Michel Labadie
Jean-Michel Labadie (nacido el 14 de julio de 1974, Cambo-les-Bains, Francia) es un músico francés, bajista del grupo de death metal Gojira. En 1998, Alexandre Cornillon dejó la banda y fue reemplazado por Labadie,"joven bajista muy activo en el panorama vasco". Además, formó parte de la banda de su hermano llamada Oihuka, donde realizaban algunas versiones de Su ta Gar, Etsaiak o EH Sukarra.

## Carrera musical
Labadie descubrió Metallica, cuando tenía 11 años, y estaba en el colegio. Era la época de los walkman y había un niño que siempre iba escuchando aquel aparato en sus oídos y llevaba una camiseta del grupo, aquella del inodoro con el cuchillo que sale hacia arriba. Era el niño malo del colegio y me dirigí a él y le dije: "¿Qué escuchas en tu walkman?" con mi vocecita fina de 11 años y me contestó... ¡Esto no es para ti maricón! Al final pude escuchar aquella música, era Ride the Lightning y me electrificó el cerebro. Le pedí la cinta prestada y me quedé pegado a ese sonido. Fue una cosa inexplicable pero poco a poco de manera contundente me quedé enganchado al metal". Comenzó a tocar el bajo a los 15 años; "Fade to Black" fue la primera canción que aprendió a tocar.
Las influencias musicales de Jean-Michel Labadie incluyen bandas tales como Metallica, Sepultura y Pantera, todos estos grupos marcaron los años 90. A medida que sus gustos se fueron expandiendo, se sumergió en el movimiento nu-metal, nombrando a Deftones y Korn como su inspiración en el aspecto emocional. Mientras que con el death metal, cita a bandas como Death o Morbid Angel que fue muy ambiental y Cannibal Corpse, que era mucho más brutal con sus "riffs". También citó a Rage Against the Machine y Slayer. Siendo Gojira un poco de todo.
Labadie también es conocido por su enérgica presencia en directo durante los espectáculos, con muchos saltos por el escenario y fuertes golpes de cabeza. Sobre los conciertos hechos con Gojira: "No me siento como una estrella de rock, sino como un ser humano. Estoy buscando mi lugar y quiero dar lo mejor de mí, y mientras pueda ser útil. Solo trato de hacer el bien por la gente".

## Vida personal
Le gustan los paisajes, la soledad, la naturaleza y la adrenalina. Comenzó a practicar deportes de tabla como el skate, el surf y el snowboard. En 1996, se apasionó por el ciclismo de montaña y volvió a encontrar estas sensaciones, "pero más brutales".
Cuando no está de gira por el mundo con Gojira, practica el ciclismo de montaña a un alto nivel en las montañas de Saboya, el lugar donde reside. "Hacer deporte ayuda a mantener el ritmo. Para bajista, también tienes que entrenar. Me gusta ejercitar mi cuerpo y la adrenalina que me da".

## Equipamiento
Labadie usa púas para tocar el bajo en Gojira. Usa Darkglass electrónico cuando toca en vivo con la banda y por más sorprendente que suene, usa pedales de guitarra.
- Bajos
  - Fender Deluxe Precision Bass From Mars to Sirius
  - Fender Jazz Bass
  - China Hanhai Music 5 Strings NW Bass The Link Alive

- Amplificadores
  - SWR Amps[9]
  - Fender Super Bassman (Amp y STD Neo 8x10 Cab)
- Pedales
  - Ibañez TS7 Tube Screamer
  - Ibañez TS9 Tube Screamer Reissue[10]
  - KHDK Abyss (Custom)

## Discografía

### Con Gojira
- Terra Incognita (2001)
- Maciste All Inferno EP (2003)
- The Link (2003)
- Indians (2003)
- The Link Alive (en vivo, 2004)
- From Mars to Sirius (2005)
- The Way of All Flesh (2008)
- The Flesh Alive (en vivo, 2012)
- End of Time EP (2012)
- L'Enfant Sauvage (2012)
- Explosia (2012)
- Liquid Fire (2012)
- L'Enfant Sauvage (2012)
- Magma (2016)
- Fortitude (2021)
- Our Time is Now (2022)
- Mea Culpa (Ah! Ça ira!) (2024)